# Барбара Мускетті
Барбара Мускетті (англ. Bárbara Muschietti; нар. 22 грудня 1971) — аргентинська кінопродюсерка та сценаристка, найбільш відома продюсуванням фільму жахів «Мама» 2013 року, екранізацій роману Стівена Кінга «Воно» 2017 та 2019 років та фільму про супергероїв «Флеш» 2023 року, всі з яких були зняті її молодшим братом Андресом Мускетті.

## Особисте життя
Барбара італійського походження. Вона одружена з письменником Артуром Філліпсом.

## Фільмографія

### Продюсер
| Рік       | Назва                          | Оригінальна назва       | Нотатки                          |
| --------- | ------------------------------ | ----------------------- | -------------------------------- |
| 2008      | Мама                           | Mamá                    | Короткометражний фільм           |
| 2011      | Історії Даллівуду              | Historias de Dhallywood | Документальний фільм             |
| 2013      | Кромосома синко                | Cromosoma cinco         | Документальний відеоролик        |
| 2013      | Мама                           | Mama                    | Також сценарист                  |
| 2014      | Антигона десп'єрта             | Antigona despierta      | Документальний фільм             |
| 2017      | Воно                           | It                      | За мотивами роману Стівена Кінга |
| 2019      | Воно 2                         | It - Chapter Two        | За мотивами роману Стівена Кінга |
| 2020–2022 | Замок і ключ                   | Locke & Key             | Виконавчий продюсер              |
| 2023      | Флеш                           | The Flash               |                                  |
| 2024      | Електрична держава             | The Electric State      | Виконавчий продюсер              |
| 2025      | Воно: Ласкаво просимо до Деррі | It: Welcome to Derry    | Виконавчий продюсер та розробник |